# Lijst van rijksmonumenten in Maastricht/Tafelstraat
Een overzicht van de 9 rijksmonumenten in de stad Maastricht gelegen aan of bij de Tafelstraat.
| Object | Oorspronkelijke functie? | Bouwjaar              | Architect | Locatie        | Coördinaten?                  | Nr.?  | Afbeelding        |
| --- | ------------------------ | --------------------- | --------- | -------------- | ----------------------------- | ----- | ----------------- |
| Huis van twee haaks op elkaar staande vleugels met brede gevel, eindigend in een hoofdgestel met consoles in de trant der zgn. Maaslandse renaissance. | Gebouw                   | 17e eeuw              |           | Tafelstraat 8  | 50° 50' 45" NB, 5° 41' 29" OL | 27617 | Meer afbeeldingen |
| Huis met lijstgevel. | Gebouw                   | 19e eeuw              |           | Tafelstraat 12 | 50° 50' 45" NB, 5° 41' 29" OL | 27618 | Meer afbeeldingen |
| Huis in de trant van de zgn. Maaslandse renaissance met de voor- en achtergevel eindigend in een hoofdgestel met consoles.                             | Woonhuis                 | 1628                  |           | Tafelstraat 13 | 50° 50' 45" NB, 5° 41' 27" OL | 27620 | Meer afbeeldingen |
| Huis met lijstgevel. | Gebouw                   | 19e eeuw              |           | Tafelstraat 14 | 50° 50' 45" NB, 5° 41' 28" OL | 27621 | Meer afbeeldingen |
| Huis met zeer brede lijstgevel. | Gebouw                   | eerste helft 19e eeuw |           | Tafelstraat 16 | 50° 50' 45" NB, 5° 41' 28" OL | 27619 | Meer afbeeldingen |
| Huis met lijstgevel. | Gebouw                   | eerste helft 18e eeuw |           | Tafelstraat 26 | 50° 50' 45" NB, 5° 41' 26" OL | 27622 | Meer afbeeldingen |
| Huis met lijstgevel. | Gebouw                   | eerste helft 18e eeuw |           | Tafelstraat 28 | 50° 50' 45" NB, 5° 41' 26" OL | 27623 | Meer afbeeldingen |
| Twee achterbouwtjes, die vermoedelijk deel uit hebben gemaakt van een voormalige brouwerij.                                                            | Gebouw                   | 16e eeuw / 18e eeuw   |           | Tafelstraat 28 | 50° 50' 46" NB, 5° 41' 26" OL | 46784 | Meer afbeeldingen |
| Huis met lijstgevel. Gevelsteen 1723. | Woonhuis                 | eerste helft 18e eeuw |           | Tafelstraat 30 | 50° 50' 45" NB, 5° 41' 26" OL | 27624 | Meer afbeeldingen |